# San Antonio Tierra Colorada
San Antonio Tierra Colorada är en ort i Mexiko.   Den ligger i kommunen Petlalcingo och delstaten Puebla, i den sydöstra delen av landet, 200 km sydost om huvudstaden Mexico City. San Antonio Tierra Colorada ligger 1 525 meter över havet och antalet invånare är 270.
Terrängen runt San Antonio Tierra Colorada är kuperad åt sydväst, men åt nordost är den platt. Runt San Antonio Tierra Colorada är det ganska tätbefolkat, med 108 invånare per kvadratkilometer. Närmaste större samhälle är Petlalcingo, 7,3 km norr om San Antonio Tierra Colorada. I omgivningarna runt San Antonio Tierra Colorada växer huvudsakligen savannskog.